# بوب كوبر (موسيقي)
بوب كوبر (بالإنجليزية: Bob Cooper)‏ هو موسيقي أمريكي، ولد في 6 ديسمبر 1925 في بيتسبرغ في الولايات المتحدة، وتوفي في 5 أغسطس 1993 في هوليوود في الولايات المتحدة.

## وصلات خارجية
- بوب كوبر على موقع IMDb (الإنجليزية)
- بوب كوبر على موقع ميوزك برينز (الإنجليزية)
- بوب كوبر على موقع أول ميوزيك (الإنجليزية)
- بوب كوبر على موقع ديسكوغز (الإنجليزية)